# Crisólita
Crisólita é um município brasileiro do estado de Minas Gerais. Sua população recenseada em 2022 era de 5 265 habitantes.

## Geografia
Localiza-se na Mesorregião do Vale do Mucuri.